# イランの国章
イランの国章は、4つの三日月と真ん中のサーベルの5部から成り、全体は「アッラーフ (الله)」を意匠化したものである。国章の5部構成は、イスラムの5原則を象徴する。サーベルの上には、W型の「タシュディード」が位置する。アラビア文字では、タシュディードは、促音化すなわち子音の重複を示し、ここでは、サーベルの力が二重であることを意味している。
国章の形は、チューリップに似せられている。古代ペルシャの伝説では、祖国のために兵士が戦死した場所には、赤いチューリップが咲くという。現在でも、チューリップは、勇敢さの象徴と考えられている。1980年より以前の帝政時代には、ライオンをモチーフにした紋章である『獅子と太陽』が用いられていた。

1979年-1980年